# لوطون (صحيفة مغربية)

لوطون أو الوقت (بالفرنسية: Temp)‏ هي جريدة مغربية أسبوعية ناطقة بالفرنسية، معظم مقالاتها تتحدث وتتعامل فيها مع الشؤون الاقتصادية والسياسية خاصة داخل المملكة المغربية.

## رابط خارجي
- الموقع الرسمي